# 알렉상드르 브롱니아르

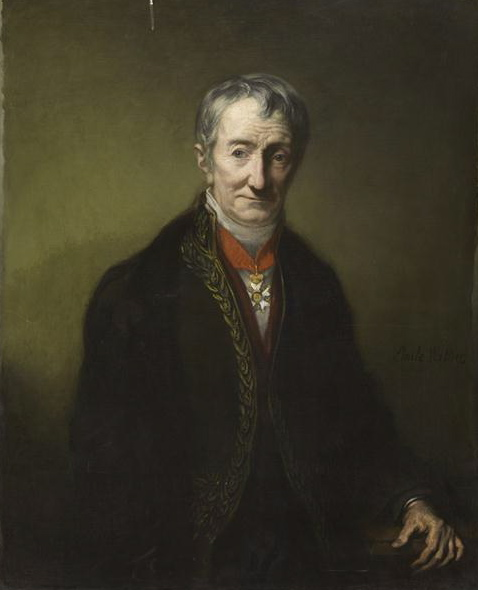

알렉상드르 브롱니아르(프랑스어: Alexandre Brongniart 알렉상드르 브롱냐르[*], 프랑스어 발음: [bʁɔ̃ɲaʁ], 1770년 2월 5일 ~ 1847년 10월 7일)는 프랑스의 박물학자 겸 지질학자이다.
1829년 영국의 코츠월드에 있는 석회암과 이암층을 연구하여 쥐라기라는 이름을 붙였다.